# Арес
А́рес, іноді Аре́й, Еніа́лій (дав.-гр. Ἄρης, грец. Άρης) — у давньогрецькій міфології спочатку бог буревіїв і блискавок, пізніше бог війни. У давньоримській міфології йому відповідає Марс. У переносному розумінні Арес і Марс є синонімами слова «війна»; марсівський означає «військовий», «войовничий».

## Етимологія
Етимологія імені Арес традиційно пов’язана з грецьким словом ἀρή (arē), що означає «руїна, прокляття».
Прикметник «Аріос» часто додавали до імен інших богів, коли вони брали участь у війні: Зевс Аріос, Афіна Арея, навіть Афродіта Арея. В «Іліаді» слово ares вживається як загальний іменник, синонім «битва».

## Арес у міфах

### Народження та дитинство
Арес народився від Гери і Зевса, хоча існують перекази, що Гера зачала його, торкнувшись до квітки.
Серед безсмертних богів ніхто, починаючи із батьків — Зевса і Гери, не любив Ареса. Виняток становили лише його сестра Ерида (богиня ворожнечі), дядько Аїд (володар Царства мертвих) та Афродіта (богиня любові), яка відчувала до Ареса непереборну пристрасть. 
Зевс називав його найбільш ненависним з усіх богів і стверджував, що якби Арес не був його рідним сином, він би давно відправив його в Тартар, туди, де знаходяться жахливі нащадки Кроноса.

### Юність та доросле життя
Арес отримував насолоду від воєн і боїв, які спричиняла Ерида, що сварила людей, поширюючи неправдиві чутки і навіюючи заздрість. Вони обоє ніколи не віддавали переваги жодній із протиборчих сторін, прагнучи лише, аби війна тривала. Арес допомагав то одним, то іншим, відчуваючи радість від споглядання вбивств і розграбованих міст. Те ж саме відчував і його прихильник Гадес, якому подобалося, коли відважні молоді воїни вбивали один одного в жорстоких битвах.
Проте Арес не завжди досягав успіху. Його названа сестра Афіна, як покровителька оборонної й тому справедливої війни, двічі перемогла його. Велетні, сини гіганта Алоея, зуміли ув'язнити Ареса в мідному глеку, звідки його визволив тільки бог Гермес. Герой Геракл змусив бога війни рятуватися втечею на Олімп. Лише одного разу Ареса було виправдано, коли він убив сина Посейдона, Галлірофія, що намагався обезчестити його дочку Алкіппу. Місце суду відоме як Ареопаг, звідки взяла назву рада афінських суддів.
Арес бував коханцем Афродіти, що народила від нього Ероса, Антероса, Гармонію, Деймоса та Фобоса. Через ревнощі Арес навіть убив іншого коханця Афродіти, Адоніса, обернувшись на кабана. Ареса, єдиного з богів, не запросили на весілля Пейрітоя, через що він накликав війну між кентаврами й лапітами.
Крім Ериди (ім'я якої означає «сварка»), Ареса супроводжували його сини Деймос («жах»), Фобос («страх») і духи смерті кери.
Гомер розповідає про участь Ареса в Троянській війні на боці троянців, поранений Діомедом, він кричав від болю так голосно, як можуть кричати 9000 або 10 000 чоловіків («Іліада», V, 860). Арес з Астіохою народили двох аргонавтів Аскалафа та Іалмена, які надалі взяли участь у Троянській війні, але на боці греків.
В «Одіссеї» розповідається, як чоловік Афродіти Гефест зловив коханців під час любовного побачення в хитро розставлені тенета.

### Заснування Фів
Арес був прабатьком водяного дракона, вбитого Кадмом. Кадм протягом восьми років служив богу, спокутуючи злочин вбивства його дракона. Щоб заспокоїти гнів Ареса, Кадм прийняв як наречену Гармонію, дочку союзу Ареса з Афродітою. Таким чином Кадм заспокоїв всі чвари і заснував місто Фіви.

### Арес та гіганти
В одному архаїчному міфі два хтонічні велетні — Алоади на ім’я От і Ефіалт, закували Ареса в ланцюги і поклали його в бронзовий глек, де він пробув тринадцять місяців. І це було б кінцем Ареса та його потягу до війни, якби прекрасна Ерібоя, мачуха молодих велетнів, не сказала Гермесу, що вони зробили.

### Діти та супутниці Ареса
| Богині      | Діти                     | Смертні жінки          | Діти                   |
| ----------- | ------------------------ | ---------------------- | ---------------------- |
| Афродіта    | • Фобос                  | Аеропа                 | • Аеропус              |
| Афродіта    | • Деймос                 | Агравла                | • Алкіппа              |
| Афродіта    | • Гармонія               | Алтея                  | • Мелеагр (можливо)    |
| Афродіта    | • Адрестія               | Анхіноя                | • Сіфон (можливо)      |
| Афродіта    | • Ерос                   | Астінома               | • Діокл                |
| Афродіта    | • Антерос                | Астіоха, донька Актора | • Аскалаф              |
| Афродіта    | • Гімеріос               | Астіоха, донька Актора | • Іалмен               |
| Афродіта    | • Пофос                  | Аталанта               | • Партенопей (можливо) |
| Калліопа    | • Едонос (можливо)       | Калдена                | • Солімус (можливо)    |
| Калліопа    | • Мігдон                 | Хриса або              | • Флегій               |
| Калліопа    | • Одомантус (можливо)    | Дотіс                  | • Флегій               |
| Калліопа    | • Бістон (можливо)       | Критобула              | • Пангеус              |
| Терпсіхора  | • Бістон (можливо)       | Демоніка               | • Евен                 |
| Еос         | *немає дітей             | Демоніка               | • Молус                |
| Еніо        | • Еніаліус               | Демоніка               | • Пілус                |
| Еринії      | • Дракон Фів             | Демоніка               | • Тестій               |
| Персефона   | *невдало залицявся       | Пісідіка               | • Тестій               |
| Невідомо    | • Ніка                   | Дормотея               | • Стімфел              |
|             |                          | Данаїд                 | • Еномаус              |
| Напівбогині | Діти                     | Геліс                  | • Стрімон              |
| Егіна       | • Сінопа (можливо)       | Леодос                 | не відомо              |
| Калліроя    | • Бістон (можливо)       | Отрера                 | • Антіопа              |
| Калліроя    | • Едонус (можливо)       | Отрера                 | • Іпполіта             |
| Калліроя    | • Одомантус (можливо)    | Отрера                 | • Меланіппа            |
| Клеобуле    | • Цикнус                 | Отрера                 | • Пентесілея           |
| Кирена      | • Крестон                | Парнасса               | • Сінопа (можливо)     |
| Кирена      | • Діомед                 | Пелопія або            | • Цикнус               |
| Гармонія    | • Амазонки               | Пірена                 | • Лікаон (можливо)     |
| Гарпіна     | • Еномай                 | Філоном                | • Лікадус              |
| Астеропа    | • Еномай                 | Філоном                | • Паррасій             |
| Астеропа    | • Евен                   | Протогенея             | • Оксилус              |
| Танагра     | *бився за неї з Гермесом | Ріате                  | • Медрус               |
| Тереїн      | • Траса                  | Сіта                   | • Бітіс                |
| Фіва        | *немає дітей             | Теогон                 | • Тмолус               |
| Тритія      | • Меланіпп               | Фракія                 | • Ісмарос              |
|             |                          | Невідома жінка         | • Алкон                |
|             |                          | Невідома жінка         | • Калідон              |
|             |                          | Невідома жінка         | • Халіпс               |
|             |                          | Невідома жінка         | • Хеймаро              |
|             |                          | Невідома жінка         | • Дріас                |
|             |                          | Невідома жінка         | • Евадна               |
|             |                          | Невідома жінка         | • Гіпербіус            |
|             |                          | Невідома жінка         | • Лікос                |
|             |                          | Невідома жінка         | • Ніс (можливо)        |
|             |                          | Невідома жінка         | • Еагр                 |
|             |                          | Невідома жінка         | • Пеан                 |
|             |                          | Невідома жінка         | • Портаон              |
|             |                          | Невідома жінка         | • Терей                |

## Культ Ареса

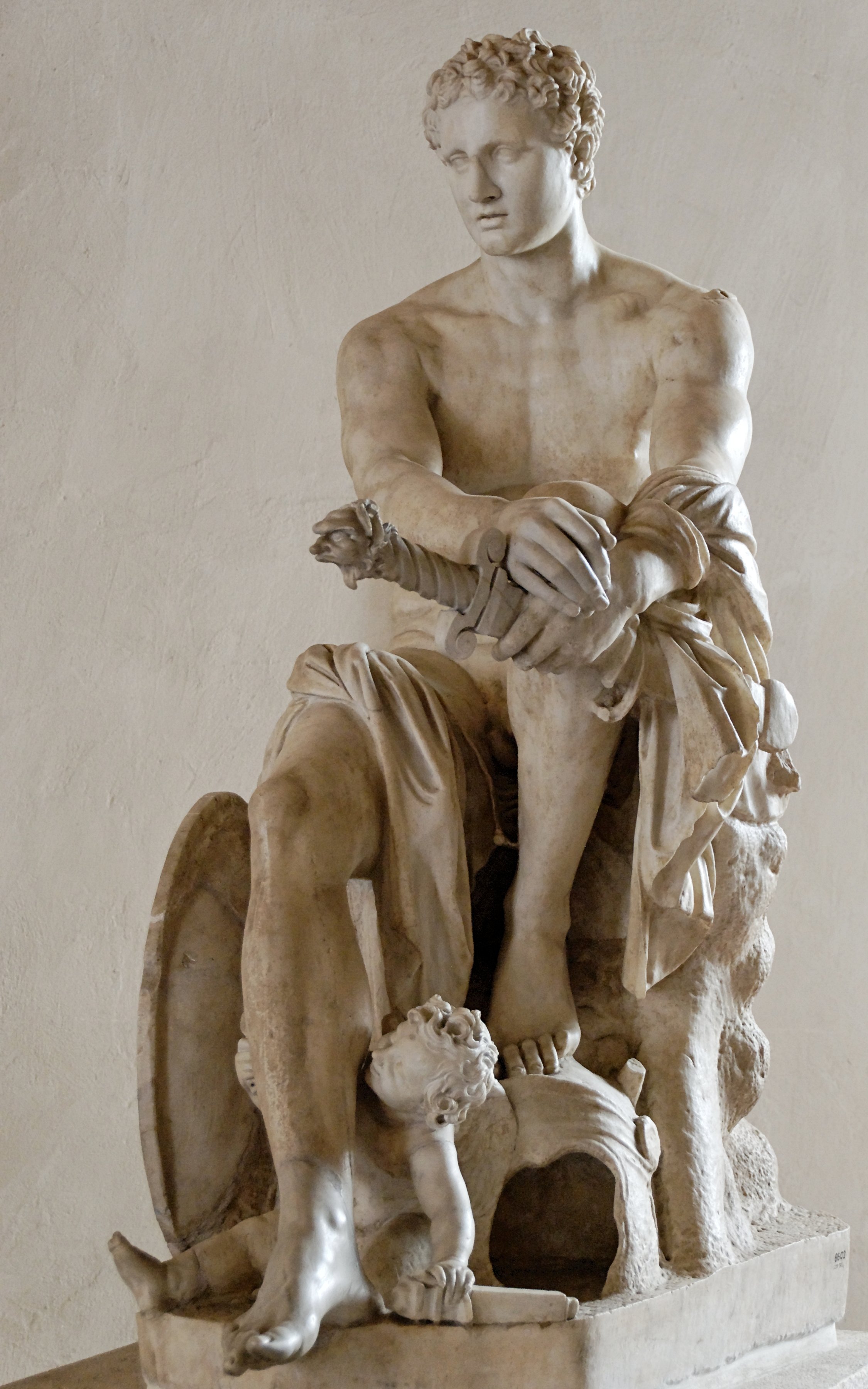
Так званий Арес Людовізі, вілла Людовізі, Рим, пентелійський мармур — римська копія грецького оригіналу

У Греції культ Ареса був поширений менше, ніж культ інших головних богів. Улюбленим місцем перебування Ареса вважалася «країна бур» Фракія. У Колхіді, в діброві Ареса, на дубі висіло золоте руно. У Спарті біля храму Посейдона була зведена статуя Ареса. У Фівах культ Ареса був поширений більше. В Афінах його йменням назвали пагорб Ареопаг, а біля підніжжя спорудили храм на його честь.
Стародавні римляни ототожнювали Ареса з Марсом. У осків і сабінів Марс називався Мамерс (Маворс). Спочатку його шанували як бога-опікуна пір року, особливо весни (звідси назва присвяченого йому місяця Martius — березень). Пастухи шанували його як захисника отар, котрі Марс охороняв від вовків. Після злиття його культу з культом Ареса, Марса почали шанувати як бога війни: Mars Gradivus — «Марс, що крокує до бою». Його вважали батьком легендарних засновників Рима Ромула й Рема. Культом Марса відала колегія жерців-саліїв. Місце шанування було біля брами Порта Капена, на Марсовому полі, а також у Регії (в імператорському будинку на Форумі), де зберігався священний спис.

## У мистецтві
У давньогрецькому мистецтві Арес не такий популярний, як інші боги Олімпу. Його зображували молодим гарним чоловіком із щитом і списом або мечем. Відома статуя Ареса в копії Лісіппа.
В Ермітажі зберігається римське погруддя Ареса в бойовому шоломі, гребінь якого підтримує сфінкс (мабуть, копія статуї роботи Поліклета). У мистецтві нового часу Аресові присвячені статуї Канови, Торвальдсена, картини Боттічеллі, Веласкеса та інші.